# メイン (クレーター)
メイン（Main）は、月にあるクレーターであり、月の北極点の近くに位置する。1858年に英国天文学会ゴールドメダルを受賞したイギリスの天文学者ロバート・メインにちなんで名づけられた。メインの南の周壁はチャリスと合体しており、メインとチャリスのクレーター底が連結している。メインの北北西にはジョイアが位置する。
メインのクレーター底は溶岩で覆われており、3つのクレーターが付随している。メインの輪郭は円に近いが、西側と北東側の周壁が外側へ膨らんでいる。メインの底面を覆っている溶岩は南のチャリスにも広がっている。
メインの周壁の傾斜は非常に緩やかであり、クレーターの外側とほとんど同じ高さである。東側の周壁には小さなクレーターが御椀のように位置しており、西側の周壁はほとんど消失している。メインのクレーター底もまたクレーターの外側とほとんど同じ高さであり、メインのクレーター底の南西から北東にかけて多数の微細なクレーター痕が連なっている。メインに中心丘は存在せず、特筆すべき丘も存在しない。

## 従属クレーター
メインのごく近くにある小さな無名のクレーターについては、アルファベットを付加することによって識別される。
| 名称 | 月面緯度     | 月面経度     | 直径  |
| ---- | ------------ | ------------ | ----- |
| L    | 北緯 81.7 度 | 東経 23.2 度 | 14 km |
| N    | 北緯 82.3 度 | 東経 22.0 度 | 11 km |